# Leandro Sá
Leandro Sá (Porto Alegre, 29 de outubro de 1973), é um guitarrista brasileiro da banda brasileira de rock Bidê ou Balde.

## Discografia
- 2000 - Se sexo é o que importa, só o rock é sobre amor!
- 2001 - Para Onde Voam os Ventiladores de Teto no Inverno? (EP)
- 2002 - Exijo Respeito! Quero Viver! (EP) - Em parceria com Detran-RS
- 2002 - Outubro ou Nada
- 2004 - É Preciso Dar Vazão Aos Sentimentos
- 2005 - Acústico MTV: Bandas Gaúchas
- 2011 - Adeus, Segunda-feira Triste (EP)
- 2012 - Eles São Assim. E Assim Por Diante. [2]
- 2014 - Tudo Funcionando Direito & Mesmo Que Mude (Vinil)

## Bidê ou Balde
- Carlinhos Carneiro
- Leandro Sá
- Vivi Peçaibes
- Rodrigo Pilla